# قاسم‌آباد (چرداول)
قاسم‌آباد روستایی در دهستان بیجنوند بخش زاگرس شهرستان چرداول استان ایلام ایران است.

## جمعیت
بر پایه سرشماری عمومی نفوس و مسکن در سال ۱۳۹۵ جمعیت این روستا ۵۰ نفر (۱۴خانوار) بوده‌است.